# Christa McAuliffe

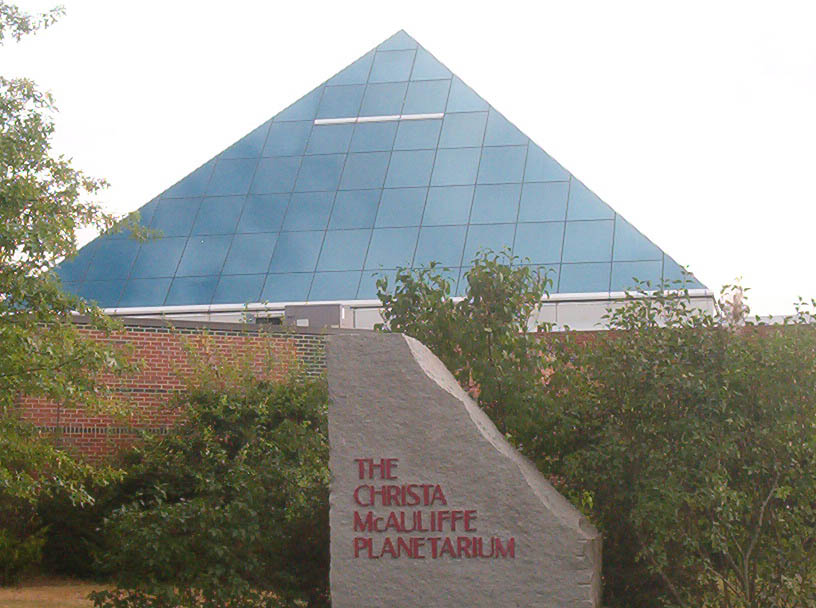
Christa McAuliffe Planetarium, Concord (New Hampshire)

Sharon Christa Corrigan McAuliffe (Boston, 2 september 1948 – Cape Canaveral, 28 januari 1986) was een Amerikaanse lerares en astronaut uit Concord, New Hampshire, die om het leven kwam tijdens de ramp met de Spaceshuttle Challenger. 

## Levensloop
McAuliffe werd in Boston, Massachusetts geboren als Sharon Christa Corrigan.
In 1984 lanceerde NASA het plan om een talentvolle leerkracht te vinden die kinderen vanuit de ruimte kon onderwijzen en tevens om vernieuwde interesse in de ruimtevaart op te wekken. Op 19 juli 1985 koos NASA haar uit elfduizend kandidaten om eerste astronaut-leraar in de ruimte te worden. 
Na haar selectie kreeg ze een jaar loopbaanverlof van haar baan aan de Concord High School om te trainen voor de shuttlevlucht. NASA betaalde haar salaris.
Christa werd de lieveling van de media, en dankzij haar werd het project "leraar in de ruimte" erg populair. Veel kinderen keken op school naar een directe uitzending van de lancering van Challenger omdat Christa aan boord was, en zagen de shuttle exploderen tijdens de lancering. Deze ramp maakte een grote indruk op een hele generatie Amerikanen.

## Herdenking
Na haar dood werd Christa McAuliffe op diverse manieren geëerd. Zo werd een krater op de maan naar haar genoemd, de McAuliffekrater. In Concord (New Hampshire) werd een planetarium naar haar genoemd, het Christa McAuliffe Planetarium. Ook werden veel scholen naar haar vernoemd.